# Проходская, Анна
Анна Проходская (в замужестве Шнайдер, нем. Anna Schneider; род. 25 марта 1987 года) — белорусская модель и обладательница титула победительницы конкурса красоты «Миссис Германия 2020».

## Биография

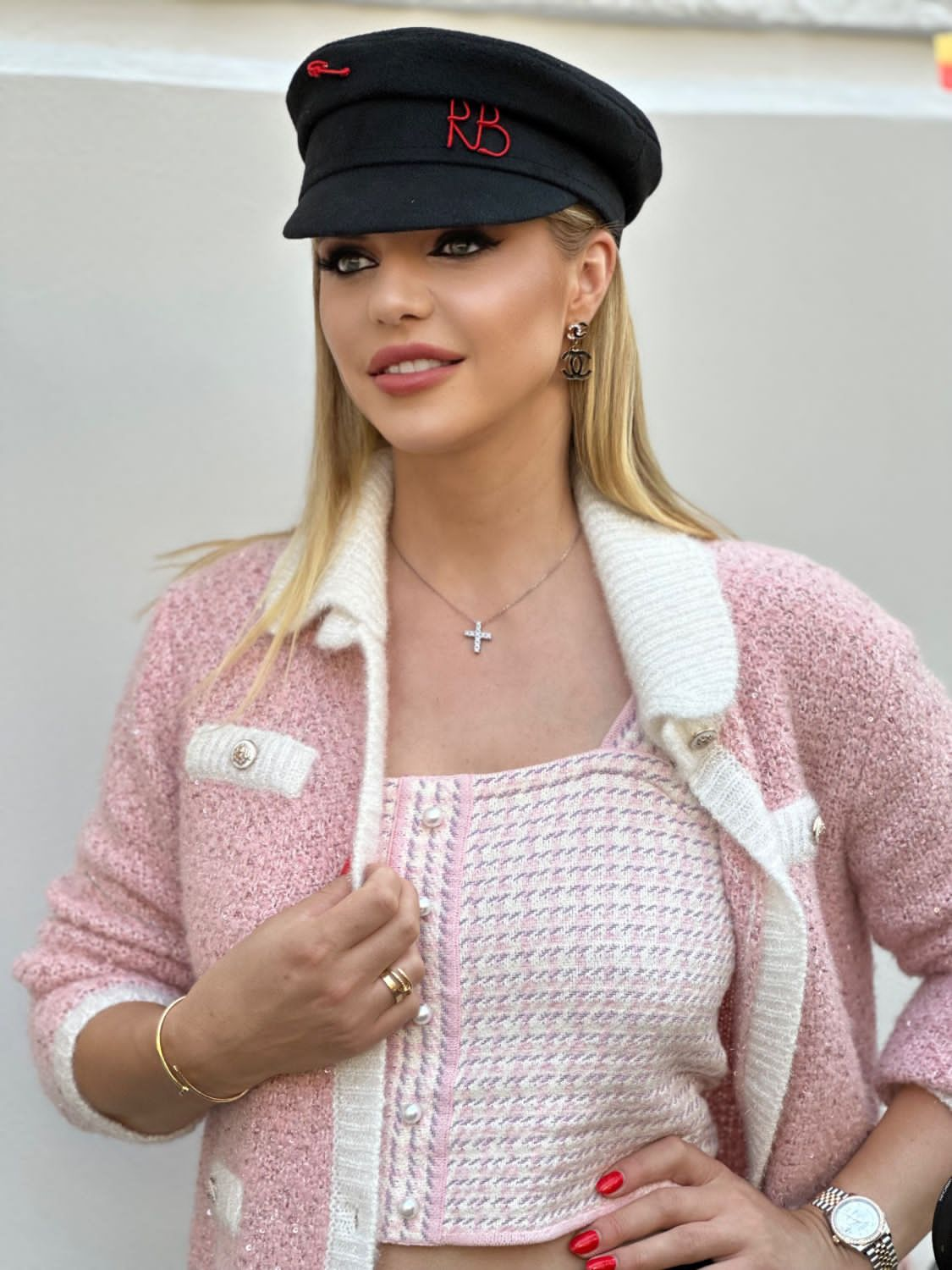

Родилась в Минске. Жила на Проспекте Победителей вместе с родителями и братом. Мать (Галина) — педагог и юрист, отец — экономист. Они с детства прививали ей любовь к сцене. Училась в музыкальной школе в классе скрипки и фортепиано, пела в хоре, занималась бальными танцами и большим теннисом. Её родители ещё до рождения решили, чем она будет заниматься. В 13 лет мать отвела её в Национальную школу красоты, где она отзанималась 2 года. В 2004 году семья решила переехать в Германию, чтобы Анна и её брат получили образование там. Переехали в Магдебург.
Вышла замуж за предпринимателя Владислава Шнайдера (род. 1980), уроженца Ростова-на-Дону, и в 2022 году родила дочь, которую назвали Мирославой.
Занимается практиками, связанными с квантовыми энергиями и праноедением.

### Работа в модельном бизнесе
С 17 лет Проходская изучала сначала туризм, затем административное и международное право. С 2013 года работала моделью, участвовала в конкурсах красоты. Неоднократно снималась в программах телеканала Sat.1. Взяла себе псевдоним Anna Geddes в честь матери.
В студенческие годы была менеджером 5 филиалов азиатской кухни. После института выступала на Berlin Fashion Week и участвовала во многих конкурсах красоты.
В 2019 стала «Миссис Саксония-Анхальт», что дает дорогу участию в конкурсе «Мисс Германия».
С 2019 года активно участвует в конкурсах красоты, благодаря чему стала более узнаваема.

## Титулы
- «Мисс интернет — 2015»
- «Миссис Саксония-Анхальт — 2019»[4]
- «Миссис Германия — 2020»[5][6]
- «Миссис Берлин — 2023»[7]
- «Миссис Германия — 2023»